# Hermann Niebuhr
Hermann Niebuhr, né le 14 juin 1904, à Strasbourg, dans l'Empire allemand et décédé le 29 janvier 1968, à Bad Kreuznach, en RFA, est un entraîneur et dirigeant allemand de basket-ball. 